# Afroramhus yakovlevi
Afroramhus yakovlevi (лат.) — вид жуков-долгоносиков, единственный в составе рода Afroramhus из подсемейства Curculioninae (Rhamphini, Curculionidae). Эндемик Зимбабве (Африка).

## Этимология
Видовое название A. yakovlevi дано в честь энтомолога профессора Романа Викторовича Яковлева (Барнаул) за сбор типового материала в Африке. Родовое название Afroramhus происходит от сочетания слов Afro + ramhus, обозначающих место обнаружения (Африка) и родовое название Rhamphus.

## Распространение
Африка: Зимбабве (Mashonaland East Prov., 12 км восточнее Marondera, Gosho Park, 1635 м).

## Описание
Жуки мелких размеров. Общая длина тела (без рострума) 2,4 мм. Длина рострума 0,6 мм. Тело чёрное. Рострум длиннее пронотума; усиковые бороздки латеральные, направлены к глазу; усики коленчатые, вставлены перед базальной третью рострума; скапус не достигает глаз; жгутик 6-члениковый; переднеспинка поперечная; бока с длинными отстоящими волосками; надкрылья грубо-пунктированные; пре- и посткоксальные части простернума короткие; прококсальные ямки узко разделены; бёдра с небольшим бугорком, не выемчатые для размещения голеней; голени не вооружены; задние голени без плоской поверхности на внутренне поверхности, без прямых длинных волосков по внутреннему краю. Новый род отличается от рода Indodinorrhopalus Pajni et Sood, 1981 узко разделёнными прококсальными впадинами и бёдрами с небольшими бугорками, а от Rhynchaenus Clairville, 1798 — невооружёнными передними и средними голенями и бёдрами с небольшими бугорками. Это первая находка трибы Rhamphini для Зимбабве.